# Úrvalsdeild 1919
Úrvalsdeild 1919 là mùa giải thứ 8 của giải bóng đá ở Iceland. KR giành danh hiệu thứ 2. Friðþjófur Thorsteinsson của Fram là vua phá lưới với 7 bàn thắng.

## Bảng xếp hạng
| Vị thứ | Đội      | St | T | H | B | BT | BB | HS  | Đ |
| ------ | -------- | -- | - | - | - | -- | -- | --- | - |
| 1      | KR       | 3  | 2 | 1 | 0 | 5  | 2  | +3  | 5 |
| 2      | Fram     | 3  | 2 | 0 | 1 | 13 | 4  | +9  | 4 |
| 3      | Víkingur | 3  | 1 | 1 | 1 | 1  | 2  | -1  | 3 |
| 4      | Valur    | 3  | 0 | 0 | 3 | 0  | 11 | -11 | 0 |

Valur không thi đấu với Víkingur. Điểm dành cho Vikingur và không bàn thắng nào được dành co hai đội.
| Vô địch Úrvalsdeild 1919 |
| ------------------------ |
| KR Danh hiệu thứ 2       |